# Showtime!
Showtime! è il quattordicesimo album del gruppo rock J. Geils Band, uscito nel 1982.

## Tracce
1. Jus' Can't Stop Me – 3:44
2. Just Can't Wait – 3:27
3. Till the Walls Come Tumblin' Down – 3:31
4. Sanctuary – 3:49
5. I'm Falling – 6:01
6. Love Rap – 5:14
7. Love Stinks – 3:28
8. Stoop Down #39 – 5:56
9. I Do (Mason, Johnny Paden, Frank Paden, Smith, Willie Stephenson) – 3:04
10. Centerfold (Justman) – 4:03
11. Land of a Thousand Dances (Fats Domino, Chris Kenner) – 5:41